# Orca (Fundão)
Orca is een plaats (freguesia) in de Portugese gemeente Fundão en telt 800 inwoners (2001).